# پول پلا
پول پلا (اسپانیایی: Pol Pla‎؛ زادهٔ ۱۸ فوریهٔ ۱۹۹۳) بازیکن راگبی ۷ نفره اهل اسپانیا است.
وی همچنین در تیم ملی راگبی ۷ نفره اسپانیا بازی کرده‌است.